# Partido de la Libertad Popular
El Partido de la Libertad Popular (abreviado PARNÁS, en ruso Партия народной свободы, ПАРНАС) fue un partido político liberal ruso. El partido se componía de varias formaciones y alianzas de oposición a Vladímir Putin. Sus miembros y cofundadores más famosos fueron Mijaíl Kasiánov, Vladímir Ryzhkov y Borís Nemtsov. 

## Historia
Fue fundado por Vladímir Ryzhkov en 1990 bajo el nombre de Partido Republicano de la Federación Rusa. El Partido Republicano se unió al bloque Rusia Democrática, apoyando la gestión del presidente Borís Yeltsin y las reformas económicas de Yegor Gaidar. No obstante, luego adquirió una postura crítica al respecto. Ocupó escaños en la Duma Estatal dentro de las listas de otros partidos, como Yábloko o la Elección Democrática de Rusia. Posteriormente los dirigentes del partido colaboraron con formaciones como Patria - Toda Rusia.
En 2007, el partido fue declarado disuelto por el Tribunal Supremo ruso. Solo después de que el Tribunal Europeo de Derechos Humanos dictaminó que la denegación de registro había sido ilegal, se pudo restablecer su registro oficial en mayo de 2012. Hoy en día, PARNÁS está dirigido por Mijaíl Kasiánov y es miembro asociado de la Alianza de los Demócratas y Liberales por Europa (ALDE). Se oponía al gobierno de Vladímir Putin, por lo que el 25 de mayo de 2023 el partido fue disuelto por la Corte Suprema de Rusia.